# Kempston
Kempston est une ville et une paroisse civile située dans le comté de Bedfordshire, en Angleterre. Autrefois connu comme étant le plus grand village d'Angleterre, Kempston est maintenant une ville avec son propre conseil municipal.
Kempston est essentiellement une ville-dortoir pour les villes de Bedford et de Milton Keynes.
Kempston compte une population de quelque 20 000 habitants, et forme avec Bedford une zone urbaine qui, avec près de 100 000 habitants, est la seule zone urbaine importante de l'arrondissement de Bedford.